# West Hampstead (metrostation)
West Hampstead is een station van de metro van Londen aan de Jubilee Line. Het metrostation, dat in 1879 is geopend, ligt in de wijk West Hampstead.

## Geschiedenis
Het station werd op 30 juni 1879 geopend door de Metropolitan Railway toen deze haar lijn vanaf Swiss Cottage in westelijke richting doortrok. Het stationsgebouw ligt boven de sporen en was met trappen verbonden met de zijperrons aan weerszijden van de lijn. Deze perrons lagen toen onder de klokgevels aan de uiteinden van het stationsgebouw. Op 24 november 1879 werd de lijn verder doorgetrokken naar Willesden Green zodat West Hampstead niet langer het westelijke eindpunt was. De eerste verbouwing kwam tussen 1893 en 1899 tijdens de aanleg van de Great Central Railway (GCR) tussen Nottingham en Londen Marylebone. Het dubbelspoor van de GCR moest langs de zuidrand van de Metropolitan Railway worden ingepast zodat het zuidelijke perron plaats moest maken en het noordelijke perron een eilandperron werd tussen de metrosporen.     
Verlengingen en vertakkingen van de Metropolitan Railway in het westen waren aanleiding om twee sporen tussen Finchley Road en Wembley Park naast de bestaande te leggen om metro's van en naar de verafgelegen stations als sneldienst langs de tussengelegen stations te leiden. De aanleg van de beide sporen begon in 1913 en was in 1915 voltooid. Na de Eerste Wereldoorlog kwam de ontwikkeling van “metroland”, nieuwe woonwijken rond de verafgelegen stations, echt op gang. De stijging van het aantal reizigers betekende dat bij Finchley Road een flessenhals ontstond bij de ingang van de tunnel onder de stad. 

## London Transport
In 1933 werd het OV in Londen genationaliseerd in de LPTB, kortweg London Transport, dat besloot om een aftakking aan de Bakerloo Line te maken om de Metropolitan Line te ontlasten. De zijtak van de Bakerloo Line zou bestaan uit de stations van de stopdienst tussen Finchley Road en Wembley Park, twee nieuwe stations ten zuiden van Finchley Road en de pas geopende aftakking naar Stanmore. Voor West Hampstead betkende dit de ombouw van het perron in de nieuwe stijl van London Transport, het stationsgebouw bleef onveranderd. De werkzaamheden begonnen in 1936 en op 20 november 1939 begon de dienst van de Bakerloo Line tussen Baker Street en Stanmore, al reed de Metropolitan Line ook nog enkele stopdiensten over de binnenste sporen.          

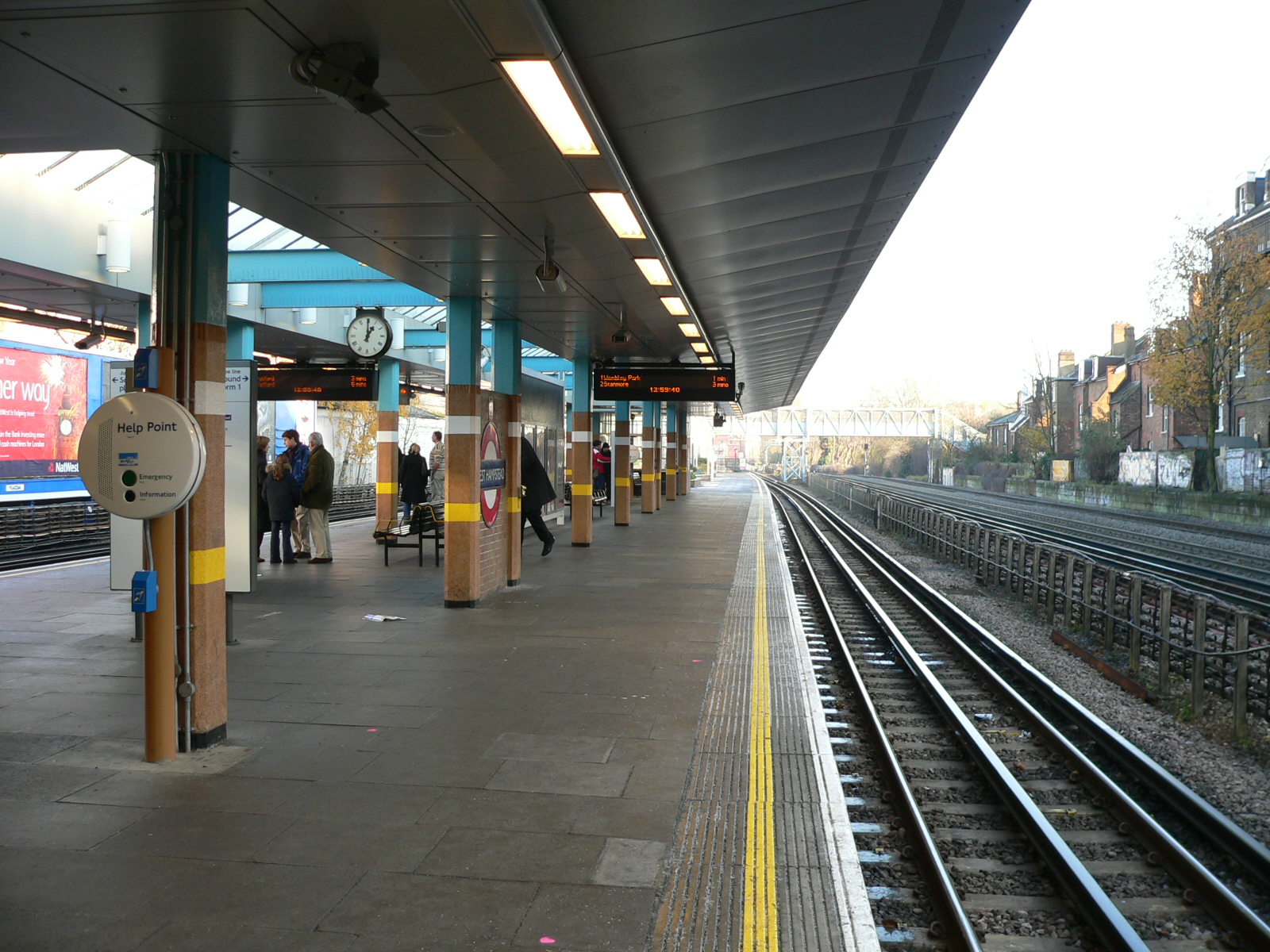
Langs het spoor richting Stanmore, december 2005
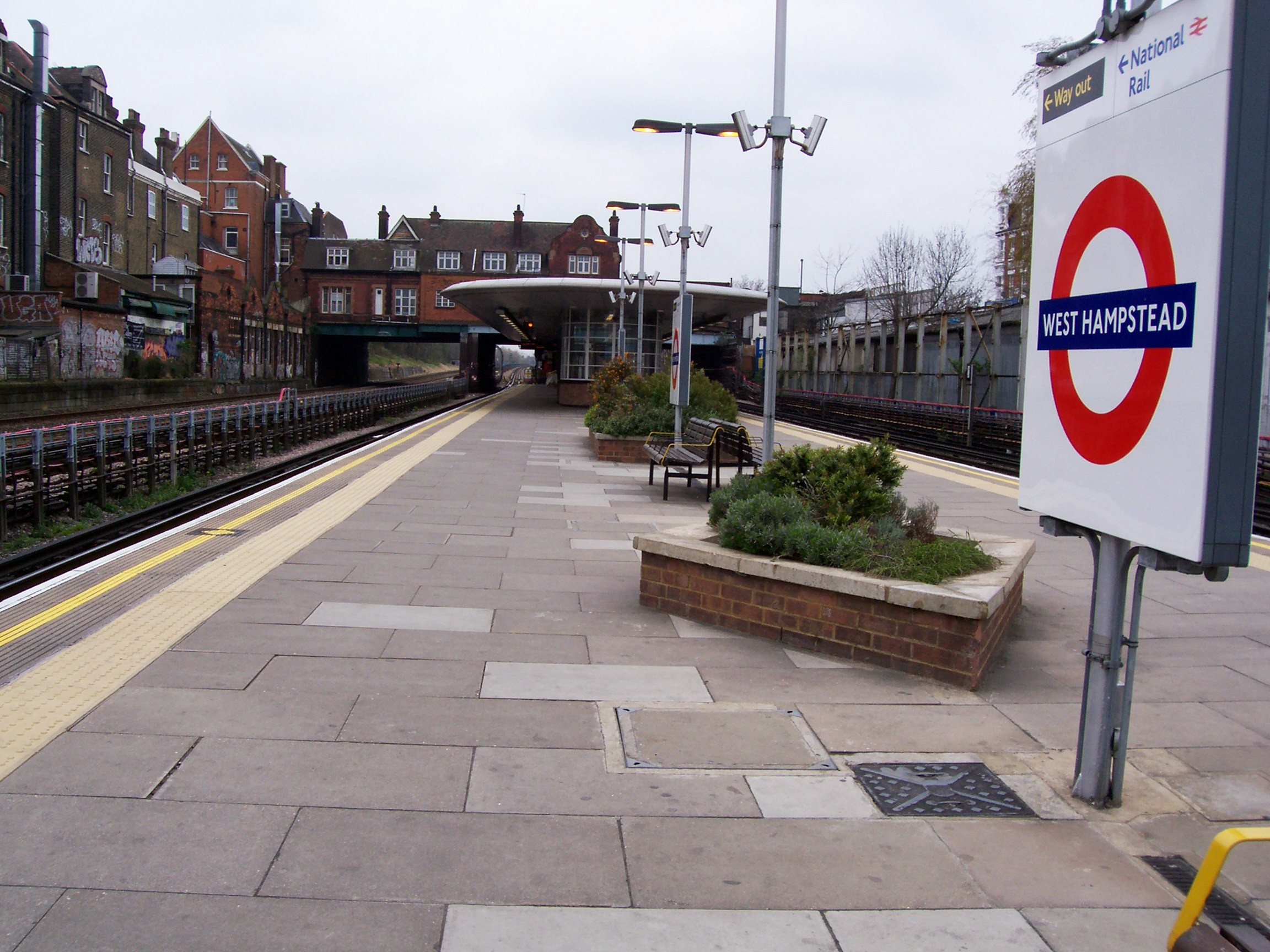
Het station gezien uit het oosten, 18 april 2008.
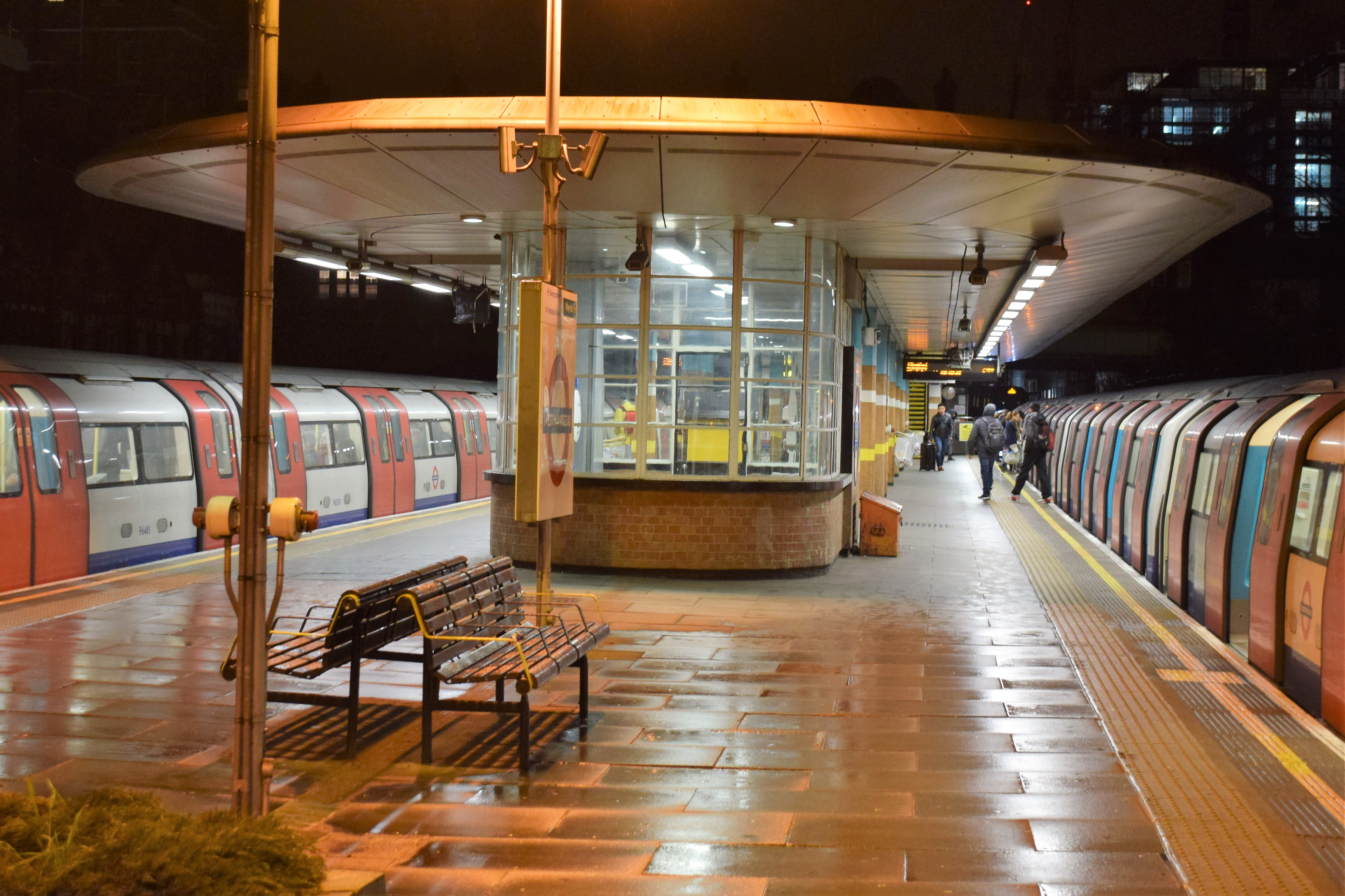
De wachtkamer uit 1939.

## Jubilee Line
Nog tijdens de bouw van de Victoria Line werden plannen uitgewerkt voor een nieuwe lijn, de Fleet Line , die het West End met Lewisham zou verbinden via een tunnel onder Fleet Street. In 1977 werd de Fleet line omgedoopt in Jubilee Line en het stuk onder Fleet Street kwam er niet. Net als in 1936 de overbelasting van de  Metropolitan Line, was in de jaren 60 de overbelasting van de Bakerloo Line reden om de Stanmore-tak aan de nieuwe lijn te koppelen. Zodoende kon de frequentie op de westelijke tak van de Bakerloo Line worden verhoogd en werd de Stanmore-tak, waaronder West Hampstead, op 1 mei 1979 onderdeel van de Jubilee Line. De overloopwissels tussen de Stanmore-tak en de Metropolitan Line bij Finchley Road werden verwijderd als voorbereiding op de automatische besturing op de Jubilee Line zodat de Metropolitan Line geen gebruik meer kan maken van de middelste sporen. 

## Ligging en inrichting
Het station ligt aan de West End Lane tussen Broadhurst Gardens en Blackburn Road op het viaduct over de spoorlijn en de metro. Ten noorden van het metrostation liggen nog twee stations met dezelfde naam, op 100 meter dat van de Overground en op 200 meter dat van Thameslink. Op de kaarten en volgens het tariefstelsel vormen de drie stations een overstappunt en overstappers hoeven dan ook niet opnieuw het instaptarief te betalen. Sinds 1990 zijn voorstellen gedaan om er ook fysiek een station van te maken en in 2008 lag er een voorstel voor de North & West London light railway die eveneens het station zou aandoen. De stationshal ligt in het noordelijke deel van het gebouw uit 1879 en is aan de oostkant met vaste trappen verbonden met het perron. Het perron zelf is in 1939 overkapt met een aan de oostkant afgeronde kap. Aan de westkant sluit de kap aan op het trappenhuis, de wachtkamer ligt onder de oostkant van de kap die wordt gedragen door twee rijen zuilen van beton. 

Stanmore ·
Canons Park ·
Queensbury ·
Kingsbury ·
Wembley Park ·
Neasden ·
Dollis Hill ·
Willesden Green ·
Kilburn ·
West Hampstead ·
Finchley Road ·
Swiss Cottage ·
St. John's Wood ·
Baker Street ·
Bond Street ·
Green Park ·
Westminster ·
Waterloo ·
Southwark ·
London Bridge ·
Bermondsey ·
Canada Water ·
Canary Wharf ·
North Greenwich ·
Canning Town ·
West Ham ·
Stratford